# Crisant Bosch
Crisant Bosch i Espín (né le 26 décembre 1907 à Barcelone et mort dans la même ville le 13 avril 1981) est un joueur et entraîneur de football espagnol.

## Biographie

### Club
Durant sa carrière, le joueur catalan joue tout d'abord à l'Espanyol Barcelone puis au Terrassa FC. 

### International
Avec l'équipe d'Espagne, il est sélectionné pour jouer durant la coupe du monde 1934 en Italie, premier mondial du pays.

## Palmarès
- Championnat de Catalogne : 4
  - 1928/29, 1932/33, 1936/37, 1939/40

- Copa del Rey : 2
  - 1929, 1940